# Fabiane Nepomuceno Costa
Fabiane Nepomuceno Costa (1978) es una bióloga, botánica, curadora, anatomista vegetal, profesora, y taxónoma brasileña.

## Biografía
En 1998, obtuvo licenciada en ciencias biológicas por la Universidad de São Paulo, un título de maestría en biología por la misma casa, en 2001, con la defensa de la tesis " Flora da Serra do Cipó, MG: Blastocaulon Ruhland, Paepalanthus subg. Thelxinoe Ruhland e Paepalanthus subg. Paepalocephalus Ruhland pro parte (Eriocaulaceae)"; y, en 2005, el doctorado en biología por la misma casa de altos estudios.
Desde 2002, desarrolla actividades académicas y científicas, en la Universidad Federal de Jequitinhonha y Mucuri, siendo actualmente profesora efectiva (asistente IV), y curadora del "Herbario DIAM". Tiene experiencia en botánica, con énfasis en taxonomía de fanerógamas, actuando en sistemática de Eriocaulaceae; flora de campos rocosos; taxonomía de monocotiledóneas.
En 2005, obtuvo una beca otorgada por la Fundación Botánica Margaret Mee para viajar a Europa, para el estudio de las colecciones botánicas depositadas en los herbarios europeos: K, OXF, B, G, P, BM, M.

## Algunas publicaciones
- ANDRINO, C. O.; COSTA, F. N. ; SANO, P. T. 2015. O gênero Paepalanthus Mart. (Eriocaulaceae) no Parque Estadual do Biribiri, Diamantina, Minas Gerais, Brasil. Rodriguésia (impreso)

- FRANCO, I. M.; COSTA, F. N. ; NAKAJIMA, J. 2014. Richterago Kuntze (Asteraceae, Gochnatioideae) da porção central da Cadeia do Espinhaço em Minas Gerais, Brasil. Rodriguésia (impreso) 65: 159-173

- TROVÓ, M.; ECHTERNACHT, L.; COSTA, F. N.; WATANABE, M.T.C.; SANO, P. T. 2014. Nomenclatural and taxonomic novelties in Eriocaulaceae from the states of Rio de Janeiro and Santa Catarina, Brazil. Phytotaxa: a rapid international journal for accelerating the publication of botanical taxonomy 162: 217-222

- ANDRINO, C. O.; COSTA, F. N. 2013. Paepalanthus subgen. Xeractis (Eriocaulaceae) na porção central da Cadeia do Espinhaço em Minas Gerais, Brasil. Rodriguésia (impreso) 64: 75-89

- COSTA, F. N.; SANO, P. T. 2013. New Circumscription of the Endemic Brazilian Genus (Eriocaulaceae). Novon (Saint Louis, Mo.) 22: 281-287[11]

- LESSA, Leonardo Guimarães; GEISE, L.; COSTA, F. N. 2013. Effects of gut passage on the germination of seeds ingested by didelphid marsupials in a Neotropical savanna. Acta Botanica Brasílica (impreso) 27: 519-525

- TROVÓ, M.; ECHTERNACHT, L.; SANO, Paulo Takeo; COSTA, F. N. 2013. Paepalanthus aleurophyllus, a new species of Eriocaulaceae from Minas Gerais, Brazil. Blumea (Leiden) 58: 77-79

- TROVÓ, M.; COSTA, F. N.; ECHTERNACHT, L. 2012. Actinocephalus pachyphyllus: reestablishment, redefinition, and a new combination in Eriocaulaceae from Brazil. Kew Bulletin 67: 25-31

- ECHTERNACHT, L.; TROVÓ, M.; COSTA, F. N.; SANO, P. T. 2012. Análise comparativa da riqueza de Eriocaulaceae nos parques estaduais de Minas Gerais, Brasil. MG. MG. Biota 4: 18-31

- LESSA, L. G.; COSTA, F. N. 2010. Diet and seed dispersal by five marsupials (Didelphimorphia: Didelphidae) in a Brazilian cerrado reserve. Mammalian Biology (impreso) 75: 10-16

- TROVÓ, M.; COSTA, F. N. 2009. Actinocephalus koernickeanus, a New Species of Eriocaulaceae from Minas Gerais, Brazil. Novon: A Journal For Botanical Nomenclature 19: 256-258

- LESSA, L. G.; COSTA, F. N. 2009. Food habits and seed dispersal by Thrichomys apereoides (Rodentia, Echimyidae) in a Brazilian Cerrado Reserve. Mastozoología Neotropical (impreso) 16: 459-463

- TROVÓ, M.; COSTA, F. N. 2009. Actinocephalus koernickei, a New Species of Eriocaulaceae from Minas Gerais State, Brazil. Novon (Saint Louis) 19: 256-258

- COSTA, F. N.; TROVÓ, M.; SANO, P. T. 2008. Eriocaulaceae na Cadeia do Espinhaço: riqueza, endemismos e ameaças. Megadiversidade (Belo Horizonte) 4: 89-97

- COSTA, F. N. 2006. Three new species of Actinocephalus Sano (Eriocaulaceae) from Minas Gerais, Brazil. Novon (Saint Louis) 16 (2): 212-215

- TROVÓ, M.; SANO, P. T.; COSTA, F. N.; GIULIETTI, A. M. 2006. Flora Fanerogâmica do Parque Nacional do Caparaó: Eriocaulaceae. Pabstia (Carangola) 17: 2-8

- COSTA, F. N.; SANO, P. T. 2000. Flora Fanerogâmica da Reserva do Parque Estadual das Fontes do Ipiranga (São Paulo, Brasil): 16-Menispermaceae. Hoehnea (São Paulo) 27 (3): 295-298

### Capítulos
- SANO, P. T.; TROVÓ, M.; ECHTERNACHT, L.; COSTA, F. N.; WATANABE, M.T.C.; GIULIETTI, A. M. 2014. A importância da conservação de espécies raras no Brasil. In: Gustavo Martinelli; Tainan Messina e Luiz Santos Filho (orgs.) Livro vermelho da flora do Brasil - Plantas raras do Cerrado. Río de Janeiro: Instituto de Pesquisas Jardim Botânico do Rio de Janeiro : CNCFlora, p. 16-20

- GIULIETTI, A. M.; SANO, Paulo Takeo; COSTA, F. N.; PARRA, L. R.; ECHTERNACHT, L.; TISSOT-SQUALI, M.; TROVÓ, M.; WATANABE, M.T.C.; FREITAS, M. P.; HENSOLD, N. 2010. Catálogo de Plantas e Fungos do Brasil: Eriocaulaceae. In: Rafaela Campostrini Forzza & al (orgs.) Catálogo de Plantas e Fungos do Brasil. Río de Janeiro: Jardim Botânico do Rio de Janeiro, vv. 2, p. 938-958

- COSTA, F. N.; SANO, P. T. 2007. Menispermaceae. In: Maria das Graças Lapa Wanderley; George John Shepherd; Therezinha Sant'Anna Melhem; Ana Maria Giulietti (orgs.) Flora Fanerogâmica do Estado de São Paulo. São Paulo: Imprensa Oficial do Estado de São Paulo, v. 5, p. 227-235

- COSTA, F. N. 2006. Lista das espécies de angiospermas e gimnospermas (Podocarpaceae) de ocorrência na região semi-árida do Nodeste do Brasil, incluindo habitat, possível uso e voucher: Menispermaceae. In: Ana Maria Giulietti; Abel Conceição; Luciano Paganucci de Queiroz (orgs.) Diversidade e caracterização das Fanerógamas do Semi-Árido Brasileiro. Recife: Associação Plantas do Nordeste, v. 1, p. 162-162

- COSTA, F. N. 2005. Campos Rupestres. In: Silva, A. C.; Pedreira, L. C. V. S. F.; Abreu, P. A. A. (orgs.) Espinhaço Meridional: Paisagens e Ambientes. Belo Horizonte: O Lutador, p. 139-145

### En Congresos
- SILVA, A. P.; COSTA, F. N. 2014. Velloziaceae no Parque Estadual do Biribiri, Diamantina, Minas Gerais - dados preliminares. In: III Semana da Integração: Ensino, Pesquisa e Extensão- UFVJM, Diamantina. Resumos

- SILVA, R. R.; FONSECA, S. N.; SAMPAIO, A.; SILVA, S. R.; COSTA, F. N.; SANO, P. T. 2014. Mapeamento dos campos de sempre-vivas (Eriocaulaceae) no mosaico do Espinhaço: Alto Jequitinhonha - Serra do Cabral, Minas Gerais, Brasil. In: XI Congreso Latinoamericano de Botánica, LXV Congresso Nacional de Botânica e XXXIV Encontro Regional de Botânicos MG. BA. ES, Salvador, BA. Anais

- QUARESMA, A. S.; COSTA, F. N.; NAKAJIMA, J.; ROQUE, N. 2011. Levantamento da tribo Eupatorieae (Asteraceae) na porção central da Cadeia do Espinhaço em Minas Gerais, Brasil. In: 62.º Congresso Nacional de Botânica, 2011, Fortaleza. Congresso Nacional de Botânica. Fortaleza: EdUECE, vv. 62
- ARAUJO, I. M.; COSTA, F. N. 2011. Levantamento de Paepalanthus subg. Platycaulon (Eriocaulaceae) na porção central da Cadeia do Espinhaço em Minas Gerais. In: 62 Congresso Nacional de Botânica, Fortaleza. Congresso Nacional de Botânica. Fortaleza: EdUECE, vv. 62

- FRANCO, I. M.; COSTA, F. N.; NAKAJIMA, J.; LOEUILLE, B. 2011. A família Asteraceae no Campus Juscelino Kubitschek - UFVJM, Diamantina, Minas Gerais. In: XIII Jornada de Iniciação Científica e Tecnológica e III Mostra de Pós Graduação/UFVJM, 2011, Diamantina. Resumos

- COSTA, F. N.; AZEVEDO, A. A.; COTA, L. C.; MENDONÇA FILHO, C. V.; FORTES, L. S.; FRIAS, B, E. D.; GOULART, M. F.; LESSA, L. G.; NEVES, A. C. O. 2010. Caravana da Ciência: divulgando o conhecimento científico em escolas públicas. In: Anais 61.º Congresso Nacional de Botânica, Manaus
- FRANCO, I. M.; QUARESMA, A. S.; COSTA, F. N. 2010. Diversidade de Asteraceae no Planalto de Diamantina, Minas Gerais. In: 61.º Congresso Nacional de Botânica, Manaus.
- ANDRINO, C. O.; COSTA, F. N. 2010. Paepalanthus subg. Xeractis (Eriocaulaceae) na Porção Central da Cadeia do Espinhaço em Minas Gerais. In: Anais 61.ª Congresso Nacional de Botânica, Manaus
- ARAUJO, I. M.; COSTA, F. N. 2010. Levantamento de Paepalanthus subg. Platycaulon Korn. (Eriocaulaceae) no Planalto de Diamantina, Minas Gerais. In: Anais 61.º Congresso Nacional de Botânica, Manaus
- FRANCO, I. M.; QUARESMA, A. S.; COSTA, F. N. 2010. Inventário de Asteraceae no Planalto de Diamantina, Minas Gerais. In: Anais XII Jornada Científica e Tecnológica - UFVJM, Diamantina

## Honores

### Premios
- 2002: IAPT Research Grants in Plant Systematics, IAPT

### Membresías
- Sociedad Botánica de Brasil[12]

### Revisora de periódico
- 1980 - actual. Periódico: Brittonia (Bronx, N.Y.)
- 2010. Periódico: Botanical Journal of the Linnean Society (impreso)
- 2010 - actual. Periódico: Phytotaxa
- 2011. Periódico: Boletim de Botânica
- 2012. Periódico: Phytokeys
- 2012. Periódico: Adansonia
- 2014 - actual. Periódico: Rodriguésia (impreso)

- La abreviatura «F.N.Costa» se emplea para indicar a Fabiane Nepomuceno Costa como autoridad en la descripción y clasificación científica de los vegetales.[13]
- Portal:Biografías. Contenido relacionado con Botánica.
- Portal:Biología. Contenido relacionado con Taxonomía.